# Austrian 2. Landesliga
A Austrian 2. Landesliga é quinta divisão do futebol na Áustria. O campeonato é divido por conferências dentro dos estados, que são os nove estados da Áustria. As equipes promovidas sobem para a Áustria Landesliga, a quarta divisão.

## Conferencias
- Burgenland: 2. Liga Nord, 2. Liga Mitte e 2. Liga Süd
- Baixa Áustria: 2. Landesliga Ost e 2. Landesliga West
- Viena: Oberliga A e Oberliga B
- Caríntia e Leste do Tirol: Unterliga Ost e Unterliga West
- Alta Áustria: Landesliga Ost e Landesliga West
- Estíria: Oberliga Nord, Oberliga Mitte West e Oberliga Süd Ost
- Salzburg: 2. Landesliga Nord e 2. Landesliga Süd
- Tirol (menos Leste do Tirol): Landesliga Ost e Landesliga West
- Vorarlberg: Landesliga